# Руди Фернандез
Родолфо Фернандез Фарес (шп. Rodolfo Fernández Farrés; Палма де Мајорка, 4. април 1985), познат под надимком Руди (шп. Rudy), бивши је шпански кошаркаш. Играо је на позицији крила.

## Каријера

### Хувентуд
Фернандез је каријеру започео 2001. у шпанском Хувентуду, и са њим је освојио многобројна признања и трофеје. Два пута је освајао Каталонску лигу (2006. и 2008), ФИБА Еврокуп 2006, шпански Куп краља 2008. и УЛЕБ куп 2008. Од личних признања освојио је титулу за најкориснијег играча Купа краља 2004. и 2008, фајнал фора ФИБА Еврокупа 2006, финала УЛЕБ купа 2008. и награду Евролигине звезде у успону 2007. У јулу 2007. продужио је уговор са Хувентудом до 2011. године међутим почетком 2008. откупио је свој уговор како би могао отићи у НБА лигу.

### НБА
Изабран је у првом кругу НБА драфта 2007. године као 24. пик од стране Финикс санса, али је накнадно трејдован у Портланд трејлблејзерсе за Џејмса Џонса и новчану надокнаду.
Дана 6. јуна 2008. Фернандез је на конференцији за новинаре изјавио да напушта Хувентуд и одлази у НБА играти за Портланд трејлблејзерсе. Тиме се придружио саиграчима Пау Гасолу, Марку Гасолу, Хосе Калдерону и Серхију Родригезу који су раније отишли у НБА лигу. Дана 1. јула 2008, потписао је уговор са Трејлблејзерсима, а клубу се придружио након што је са репрезентацијом освојио сребрну медаљу на Олимпијским играма 2008. у Пекингу.
Своју прву утакмицу одиграо је 28. октобра 2008. у поразу Трејлблејзерса од Лејкерса а са клупе је убацио 16 поена. Дана 12. новембра 2008. Руди је постигао 25 поена за само 29 минута против Мајами хита укључујући 8/8 са линије слободних бацања. Фернандез је добио највише гласова од свих новајлија у лиги, њих 251.868 за учешће у такмичењу у закуцавању док је Расел Вестбрук на другом месту добио 147.279 гласова. Током Ол-стара носио је број 10 у сећање на Фернанда Мартина првог шпанског кошаркаша у НБА. Крајем сезоне изабран је у најбољу другу петорку новајлија. Фернандез држи рекорд по броју погођених тројки у руки сезони (159).
Током НБА драфта 2011. Фернандез је трејдован у Далас мавериксе у трејду три тима. Ипак никад није заиграо за Далас јер је био трејдован са Коријем Бруером у Денвер нагетсе.

### Реал Мадрид
Током НБА локаута 2011. године Фернандез је потписао уговор са Реал Мадридом међутим када се локаут завршио морао је да се врати у НБА. У јулу 2012. Фернандез се званично вратио у Реал Мадрид потписавши трогодишњи уговор. У августу 2014. потписао је нови четворогодишњи уговор са Реалом. Са Реалом је три пута освојио Евролигу (2014/15, 2017/18. и 2022/23), седам пута првенство, шест пута Куп Шпаније, девет пута Суперкуп Шпаније и једном Интерконтинентални куп.
Играчку каријеру завршио је 2024. године.

## Репрезентација
Са репрезентацијом Шпаније освојио је златне медаље на Светским првенствима 2006. и 2019, сребрне медаље на Олимпијским играма 2008. у Пекингу и Олимпијским играма 2012. у Лондону, четири златне, и по једну сребрну и бронзану медаљу на Европским првенствима у кошарци.

## Успеси

### Клупски
- Хувентуд:
  - ФИБА Еврокуп (1): 2005/06.
  - УЛЕБ куп (1): 2007/08.
  - Куп Шпаније (1): 2008.
- Реал Мадрид:
  - Евролига (3): 2014/15, 2017/18, 2022/23.
  - Првенство Шпаније (7): 2012/13, 2014/15, 2015/16, 2017/18, 2018/19, 2021/22, 2023/24.
  - Куп Шпаније (6): 2014, 2015, 2016, 2017, 2020, 2024.
  - Суперкуп Шпаније (9): 2012, 2013, 2014, 2018, 2019, 2020, 2021, 2022, 2023.
  - Интерконтинентални куп (1): 2015.

### Појединачни
- Идеални тим Европског првенства (1): 2009.
- Идеални тим новајлија НБА — друга постава (1): 2008/09.
- Звезда у успону Евролиге (1): 2006/07.
- Идеални тим Евролиге — прва постава (2): 2012/13, 2013/14.
- Идеални тим Евролиге — друга постава (1): 2014/15.
- Најкориснији играч финала доигравања Првенства Шпаније (1): 2018.
- Најкориснији играч Купа Шпаније (3): 2004, 2008, 2015.
- Најкориснији играч финала УЛЕБ купа (1): 2007/08.
- Најкориснији играч финала ФИБА Еврокупа (1): 2005/06.
- Најбољи млади играч у избору ФИБА Европе (1): 2006.

### Репрезентативни
- Европско првенство до 16 година: 
  -  2001.
- Светско првенство: 
  -  2006, 2019.
- Олимпијске игре: 
  -  2008, 2012.
  -  2016.
- Европско првенство: 
  -  2009, 2011, 2015, 2022.
  -  2007.
  -  2013.